# Сан-Каетано
«Сан-Каетано» — бразильський професійний футбольний клуб із міста Сан-Каетану-ду-Сул, штата Сан-Паулу, заснований 4 грудня 1989 року. Він виступає в Лізі Пауліста (Серії А2) — другому дівізіоні ліги штату Сан-Паулу.

## Історія
Заснований у 1989 році, клуб рано досяг успіху, вигравши регіональні турніри Третього та Другого дивізіонів Сан-Паулу. «Сан-Каетано» став загальнонаціонально відомим у 2000 році.
У 2000 році національний чемпіонат Бразилії проходив у дещо незвичний спосіб. Як і раніше, команди мали грати у Першому (найкращі команди), Другому або Третьому дивізіоні; «Сан-Каетано» грав у другому. Але Різниця полягала у тому, що після закінчення сезону, був проведений міні-турнір в якому брали участь представники з усіх Дивізіонів (одна команда з Третього дивізіону, три з Другого і дванадцять з Першого), і переможець цого турніру ставав чемпіоном Бразилії 2000 року.
«Сан-Каетано» посів друге місце у Другому дивізіоні та пройшов у фінал. Обігравши «Флуміненсе», «Палмейрас» і «Греміо», вони вийшли у фінал проти «Васко да Гами». Перший матч завершився в нічию. Під час другого, вболівальники увірвалися на поле, і матч був перерваний. Попри заяви, що «Сан-Каетано» має бути оголошено чемпіоном, «Васко» звернувся до ліги з проханням провести третій матч, який «Васко» зрештою і виграв.
На відміну від багатьох команд, які стрімко підіймаються в гору, а потім так само хутко розчиняються у забутті, «Сан-Каетано» провів ще один потужний сезон у 2001 році. Зігравши його у вищому дивізіоні, вони дійшли до фіналу проти «Атлетіку Паранаенсі». І знову посіли друге місце, але результативні сезони поспіль забезпечили їм хорошу репутацію на національному рівні.
У 2002 році «Сан-Каетано» був фіналістом Копа Лібертадорес, найпрестижнішого турніру Південної Америки. Але знову посів друге місце, програвши фінал парагвайській «Олімпії» у серії післяматчевих пенальті.
«Сан Каетано» здобув визнання, але досі не отримав титулів. У 2004 році клуб нарешті виграв Чемпіонат штату Сан-Паулу, обігравши команду «Пауліста» з міста Жундіаї що на півночі штату.
27 жовтня 2004 року, граючи в матчі проти «Сан-Паулу», захисник «Сан-Каетано» Сержіньйо переніс смертельний серцевий напад. Оскільки персонал «Сан-Каетано» дозволив Сержіньйо грати, навіть знаючи, що в нього проблеми з серцем, клуб був серйозно покараний Бразильською конфедерацією футболу, що вподальшому вплинуло на спад їхньої результативності.
Так наприкінці 2006 року клуб фінішував у зоні вильоту та в 2007 вже грав у Серії B. Він залишався там до 2013 року, коли команда фінішувала на 19-му місці та вилетіла до Серії С після 14 років виступів у двох вищих дивізіонах Бразилії. Того ж року команда вилетіла і в чемпіонаті штату Сан-Паулу, опустившись до Серії А2. У 2014 році команда розпочала сезон із невдалого старту в 2-му дівізіоні чемпіонату штату, в якому команда уникла вильоту лише в останньому раунді. Після невдалого сезону команда знову вилетіла з національної Серії С і змагалася в Серії D впродовж 2015 року.
Після невдалого сезону в Серії D клуб виступав тільки в лізі штату. Однак, в 2018 році закінчивши Чемпіонат Пауліста на 7 місці, вони кваліфікувалися до Серії D на сезон 2019 року.

## Визначні матчі
- «Сан-Каетано» 4–1 «Сан-Паулу» — Ліга Пауліста 2007 — другий півфінал
- «Сан-Каетано» 2–0 «Клуб Америка» — Копа Лібертадорес 2002 — перший півфінал

## Стадіон
Побудований у 1955 році стадіон «Сан-Каетано» має назву «Анаклето Кампанелла». Його місткість становить 22 738 осіб.

## Колишні тренери
- Сержіу Суареш
- Левір Кульпі
- Антоніо Карлос Заго
- Емерсон Леао
- Фабіньйо

## Кольори та прізвисько
Команда отримала прізвисько Azulão (Блакитна пташка) за кольором футболки.

## Дербі
Найбільшим суперником клубу є «Санту Андре».

## Досягнення
- Ліга Пауліста

 Золото (1): 2004
 Срібло (1): 2007
- Кубок Пауліста

 Золото (1): 2019
- Ліга Пауліста А2

 Золото (3): 2000, 2017, 2020
- Ліга Пауліста А3

 Золото (2): 1991, 1998
- Копа Лібертадорес

 Срібло (1): 2002
- Чемпіонат Бразилії

 Срібло (2): 2000, 2001